# Caradrina melanurina
Caradrina melanurina är en fjärilsart som beskrevs av Otto Staudinger 1901. Caradrina melanurina ingår i släktet Caradrina och familjen nattflyn. Inga underarter finns listade i Catalogue of Life.